# Haas VF-18
O Haas VF-18 é o modelo de carro de corrida construído pela equipe Haas F1 Team para a disputa da temporada de Fórmula 1 de 2018, pilotado por Romain Grosjean e Kevin Magnussen.
O lançamento do carro ocorreu em 14 de fevereiro.

## Pré-Temporada
As importantes semelhanças entre o carro da Haas deste ano, VF18, e a veloz e equilibrada Ferrari de 2017 fizeram com que Grosjean e Magnussen realizassem uma respeitável pré-temporada. Ambos dispõem de um monoposto seguramente veloz, ainda. E confiável. A Haas tem uma oportunidade de iniciar o campeonato em bom nível, bem melhor do que em 2017, pois seu carro era inspirado no pouco eficiente modelo de 2016 da Ferrari.
A dúvida é se o grupo liderado por Rob Taylor, diretor técnico, terá como desenvolver bem o VF18-Ferrari. Se o fizer, Grosjean e Magnussen podem até aparecer no pelotão onde devem estar Renault, McLaren e Force India. Em resumo, a Haas pode nessa fase inicial obter pontos também, bem mais difícil este ano na F1 que nas temporadas passadas, pelo crescimento de Renault e McLaren, pelo menos, antes em geral fora dos dez primeiros.

## Raio X
Foi o carro com a maior velocidade final aferida no radar de Barcelona. A equipe já vinha evoluindo bem ao longo das duas temporadas das quais participou na F1, mas sofria com problemas nos freios. Se resolver isso, deve embolar ainda mais o pelotão do meio.